# 大友氏
大友氏（おおともし）は、武家・士族だった日本の氏族。鎌倉時代初期に相模国大友郷に興った。鎌倉時代に豊後国大野荘の地頭職や豊後守護に補任され、南北朝時代・室町時代には、豊後国、豊前国、筑後国を支配する有力守護大名となり、戦国時代には戦国大名化した。大友義鎮（宗麟）の代に肥前・肥後・筑前も支配して最盛期を迎えたが、天正15年（1587年）の豊臣秀吉の九州平定後に所領は豊後一国に削減され、さらに朝鮮出兵の際の大友義統の不手際のために秀吉の怒りに触れ、天正20年/文禄元年（1593年）に除封された。
江戸時代には高家旗本家の一家となり、維新後士族に列する。

## 概要

### 出自
藤原氏
初代当主の大友能直は、相模国愛甲郡古庄の郷司の近藤能成（古庄能成とも）の息子として生まれた。父の能成は、藤原秀郷の子の藤原千常の6代後の近藤景頼の子とする系図があるが、藤原利仁の9代後の近藤貞成の子であるという説もある。
- 秀郷流説
藤原魚名 …… 秀郷 ━ 千常 ━ 文脩 ━ 文行 ━ 近藤脩行 ━ 行景 ━ 景親 ━ 景頼 ━ 能成 ━ 大友能直
- 利仁流説
藤原魚名 …… 利仁 ━ 叙用 ━ 吉信 ━ 伊博 ━ 公則 ━ 則経 ━ 則明 ━ 惟峯 ━ 惟重 ━ 近藤貞成 ━ 能成 ━ 大友能直

中原氏（頼朝公落胤伝説）
- 御子左流説
藤原真楯 …… 道長 ━ 長家 ━ 忠家 ━ 俊忠 ━ （？） ━ 光能 ━ （？） ━ 中原親能

能直は、幼児の頃は古庄能直と名のり、次いで父の苗字から近藤能直と名のり、その後、伯母婿で源頼朝の側近だった中原親能の猶子となり中原能直と名のったとする説が有力である。また、家紋も中原一族を象徴する杏葉紋であることから能直自身は、中原氏を自認していたと思われる（中原一族には摂津氏など幕府の要職に就く者が多かった）。苗字については転々とさせていたが、母（利根局）方の生家の波多野経家が相模国足柄上郡大友荘（現在の神奈川県小田原市西大友・東大友の辺り）を支配していたことから大友能直と称した。
能直の母方の波多野氏は源氏の家人として有力な相模の豪族であり、源頼朝の父・義朝は波多野氏の娘との間に源朝長（頼朝の兄）をもうけている。
郷司の近藤氏という無名に近い一族の子孫が能直以降において興隆したのは母方の波多野氏と源氏の深い関係にあり、また初代大友能直が源頼朝の寵愛を受けたことにあるが、それは母が源頼朝の妾でもあったことや（ゆえに能直は頼朝の落胤であったとする説もある）、また何よりも源頼朝の信任が非常に厚かった中原親能の猶子となった（家紋である杏葉紋は中原一族であることを示す）ことに拠るところが非常に大きいとされる。だが、能直の母が頼朝の妾であったとする話は、同時代史料はもちろん、『吾妻鏡』など後世の編纂史料にも記されていない。なお、弘安9年（1286年）に作成され、嘉元2年（1304年）に筆写されたと伝えられる大友氏系図の一番古い形態とされる野津本「大友系図」では秀郷流説のみが記載され、利仁流説や源頼朝落胤説に関しては全く記述されていない。対して後年の『寛政重修諸家譜』は源頼朝落胤説を採用している。
また、ほぼ無名の一族でありながら源頼朝による抜擢がその後の一族の興隆の因となった点で、同じく守護として九州で栄えた島津氏、少弐氏と共通しており、この鎌倉時代に九州で勃興した三つ有力御家人を九州三人衆と呼んだ。

#### 通字
主たる通字は「親」（ちか）で、嫡流の守護家のみならず、大友家支流の家柄でも多用されている。嫡流家では、室町時代になると代々足利将軍家から偏諱の授与を受けるようになったが、戦国時代の歴代当主（17代義右（初め材親）、19代義長（初め義親） から22代義統）が将軍家の通字である「義」（よし）を賜った。

義統は後に豊臣秀吉より吉字を賜り大友吉統を名乗ったが江戸時代の23代義乗は徳川家康に仕え清和源氏の通字である義字を源頼朝庶子に始まるという大友家家伝から使用を許され源義乗（大友義乗）と名乗り以降の歴代当主も「義」を通字として用い徳川将軍家に仕えた。

### 鎌倉時代
初代当主・大友能直の時代に大友家は豊後・筑後守護職と鎮西奉行職に輔任された。しかし、能直と第2代当主・親秀の時代には豊後に下向したという記録は残されていない。ただし、大分県豊後大野市大野町藤北に能直のものと伝えられる墓がある。九州に下ったのは能直の宰臣の古庄重吉（古庄重能）とされ、また、能直や親秀の庶子家もこの頃に豊後に入り土着している。大友氏が豊後守護に補任されたのは、少弐氏や島津氏の場合と同じく、かつては平家の基盤であり、平家の家人だった武家の多い九州に対する源頼朝の東国御家人による抑えの役割があった。
第3代当主・頼泰の代に豊後に下向する。文永の役を前にした異国警固のためとされるが、また大友氏の興隆は初代の能直の源頼朝との個人的な関係に基礎を置くため、源家滅亡後の北条氏の執権体制の東国では微妙な位置に置かれたことにもよる。頼康は元寇における戦いで武功を挙げて活躍し、大友氏興隆の基礎を築き上げた。以後、大友氏は分家とともに豊後に定着し、一族庶子を在地豪族の養子として所領を収奪し、勢力を拡大していく。
親時の庶子から入田氏・野津氏がおき、貞親から松野氏、貞宗から立花氏がおきた。

### 南北朝・室町時代
元弘3年（1333年）に後醍醐天皇の討幕運動から元弘の乱が起こると、九州では第6代当主・貞宗などが少弐貞経らとともに鎮西探題の北条英時を滅ぼす功績を挙げた。鎌倉幕府滅亡後に後醍醐天皇による建武の新政が開始されるが、後醍醐の新政から足利尊氏が離反し、尊氏は摂津地域の戦いで敗れ、九州に逃れる。
尊氏を迎えたのは少弐氏であり、多々良浜の戦いで宮方の菊池氏に勝利するが、大友氏も足利方にくみした。尊氏は九州統治のために一族の一色範氏を九州探題として残して大友氏の庶子などの九州の武士団を引き連れ上京し、京都を占領して武家政権を成立させる。
この功により室町幕府の豊後筑後の守護に任じられ肥後にも強い影響力を持つことが許された。貞宗は、それまでの分割相続を嫡子単独相続に切り替えたが、これが南北朝対立と絡まって、大友家内の対立を生み出すこととなった。
なお、九州では南朝勢力が強大化していたため、第9代当主の大友氏継は御家存続のために南朝にくみするも、家督を弟の大友親世に譲って第10代当主となし、北朝方に味方させた。これにより、大友家は氏継系と親世系に分裂することになる。
大友氏は当初は九州探題とは一定の距離を置いたが、南北朝時代には応安3年（1370年）に九州における南朝勢力の懐良親王の征西府を討伐するために足利幕府が今川貞世（今川了俊）を派遣すると、親世は貞世に接近して所領を拡大し、九州が平定されると大内義弘とともに讒言を行い、今川貞世を失脚させている。大内氏は応永の乱で一時没落するが、室町時代から戦国時代まで大友、大内、少弐の抗争は続くことになった。
永享3年（1431年）に第12代当主・持直は大内盛見を討ち、九州の権益をなおも確保した。しかし、大内持世の反撃を受け、さらに親直と敵対する親綱が持世にくみして反抗したため、大友家の内紛が深まることとなる。この頃の大友家惣領の座は氏継系と親世系が交互に着いた。大友親綱は京都の将軍足利義教により肥後から呼ばれて大友家当主となった。この内紛は、文安元年（1444年）に親世系の親隆の娘を娶り、その娘が産んだ男子を次期当主にするという条件で氏継系の親繁が第15代になったことにより収まった。
しかし、親繁の死後、第16代当主の政親と第17代当主の義右が対立して内紛を起こし、一時的に大友家は衰退する。明応5年（1496年）5月には大友政親が実子の大友義右を毒殺し、6月には政親が大内義興により自害に追い込まれて大友家は滅亡の危機に立たされる（義右の母は大内氏の出身で義興と義右は盟友関係であった）。

### 戦国・織豊時代
政親の異母弟・親治（母は親世系大友親隆の娘ではない）が実力で内紛を鎮め、第19代当主の義長を補佐し肥後に進出を果たすなどして戦国大名へと飛躍した。
第20代当主・義鑑のときには肥後や筑後に進出する。一条家とも姻戚関係となり親交を深める。しかし天文19年（1550年）の二階崩れの変で、義鑑は重臣の津久見美作・田口鑑親によって殺された。
その跡を継いだのが、キリシタン大名として有名な第21代当主・義鎮（大友宗麟）である。この頃には立花道雪ら有能な家臣団の存在にも助けられ、大友家は飛躍的に勢力を拡大する。天文20年（1551年）には大内義隆が家臣の陶隆房（陶晴賢）の謀反（大寧寺の変）により死去すると、義鎮は弟の大内義長を大内家当主として送り込み、北九州の旧大内領はもとより、周防や長門にも影響力を誇った。
弘治3年（1557年）に義長が毛利元就に討たれて大内氏が滅亡すると、周防・長門方面での影響力は失ったが、北九州の権益の大半は確保した。さらに義鎮はキリシタンを保護し、自らも改宗した。このことにより豊後府内（現大分市錦町・顕徳町付近）には日本初の西洋式病院が設けられるなど、南蛮文化が花開いたが、反面、元来より八幡信仰や仏教信仰の篤い家臣団との不和をもたらすこととなった。また、義鎮は弘治2年（1556年）頃に臼杵の丹生島城に本拠地を移している。近年の研究ではこれは政庁機能を全面的に府内から移転させたものであったとされている。
また、義鎮が早くに家督を子の大友義統に譲って第22代当主と成したが、これにより天正年間には義鎮・義統の二元政治の弊害が現れ、大友家の内部に抗争が起こるようになる。
さらに対外戦争でも、元亀元年（1570年）の今山の戦いで龍造寺隆信に、天正6年（1578年）の耳川の戦いで島津義久に大敗を喫した。特に後者の大敗では多くの有力武将を失う結果となり、それまで大友氏の幕下にあった肥前・筑前・筑後の国人領主が、龍造寺氏や秋月氏を筆頭に次々と謀反の反旗を翻し、大友氏は危機的状況に陥る。天正12年（1584年）、龍造寺隆信が島津氏の前に戦死すると、筑後方面で巻き返しを図るが、今度は島津氏の侵略を受けることとなり、天正14年（1586年）には大友家の本国である豊後にまで侵攻され、旧府内の町は焼け野原になることとなった。
しかし、義鎮は当時の天下人である豊臣秀吉に支援を要請して自ら臣従したことにより、秀吉の九州征伐が開始されることとなり、島津氏は豊臣氏との戦いで完敗・放逐され（根白坂の戦い）、大友家は豊臣政権下で存続することとなった。このとき、義鎮の嫡男である義統は秀吉より豊後一国を安堵された（義鎮自身にも日向一国が安堵されるもこれを固辞）。義統は秀吉から偏諱である「吉」を許され吉統と名を改める。この時家臣であった立花統虎（のちの立花宗茂）が独立し豊臣の大名となる。
また、この時期に毛利家とも親しくなり、義鎮の娘が小早川秀包（筑後久留米）の正室となる（子孫有）。天正15年（1587年）の義鎮の死後、義統は文禄の役における敵前逃亡をとがめられ、文禄2年（1593年）に秀吉の命令で豊後領を改易された。
大友家の家督を天正20年（1592年）に嫡男大友義乗に譲り隠居の身であった吉統であるが、秀吉死後の慶長5年（1600年）に起こった関ヶ原の戦いで、西軍総大将・毛利輝元に支援されて挙兵し海路、豊後に侵攻し、東軍細川忠興らの領地となっていた旧領の回復を計画する。しかし石垣原の戦いにおいて黒田孝高（黒田如水）の軍に敗れて降伏し幽閉の身となった。

### 江戸時代
吉統の嫡子大友義乗は、早くより父のもとを離れ、遠く江戸の徳川家に預けられていたので連座させられることはなく、戦後は徳川家の直臣である大身旗本として取り立てられたが、その子義親の代になって大友氏は無嗣絶家した。しかし、肥後熊本藩で細川家に仕えていた義乗の異母弟松野正照（熊本藩士）の子松野義孝をもって家門を再興させることが許され、高家として存続した。知行は1000石だった。

### 明治時代
幕末維新期の当主大友義敬は慶応4年（1868年）10月に新政府より本領を安堵され朝臣となり中大夫席に列した。同年12月に東京府貫属士族に編入。義敬は明治3年（1870年）に隠居し、弟義達が後を継いだ。
1884年（明治17年）に施行された華族令で華族が五爵制になった際に定められた『叙爵内規』の前の案である『爵位発行順序』所収『華族令』案や同所収『叙爵規則』案では旧高家各家は旧交代寄合各家とともに男爵に含まれており、大友家も男爵家の候補として挙げられていたが、最終的な『叙爵内規』では、高家も交代寄合も対象外となったため結局士族のままだった。

### 大正時代
1924年（大正13年）3月、大友宗麟に従三位の追贈があり、子孫の義一が位記を受け取った。

## 歴代当主
1. 大友能直 - 出自には異説がいくつかある。
2. 大友親秀 - 先代（能直）の長子。
3. 大友頼泰 - 先代（親秀）の長子。
4. 大友親時 - 先代（頼泰）の三男。
5. 大友貞親 - 先々代（頼泰）または先代（親時）の二男[注釈 3]
6. 大友貞宗 - 先代（貞親）の弟または長子。
7. 大友氏泰 - 先代（貞宗）の嫡男。
8. 大友氏時 - 先々代（貞宗）の八男（または七男）、先代（氏泰）の弟。
9. 大友氏継 - 先代（氏時）の嫡男（四男）。
10. 大友親世 - 先々代（氏時）の五男、先代（氏継）の弟。
11. 大友親著 - 先々代（氏継）の子。
12. 大友持直 - 先々代（親世）の長子。
13. 大友親綱 - 先々代（親著）の次男。
14. 大友親隆 - 先々代（持直）の弟、第10代（親世）の三男。
15. 大友親繁 - 先々代（親綱）の弟、第11代（親著）の四男。
16. 大友政親 - 先代（親繁）の長子。
17. 大友義右（材親） - 先代（政親）の長子。
18. 大友親治 - 先々代（政親）の弟、第15代（親繁）の三男。
19. 大友義長（義親） - 先代（親治）の長子。
20. 大友義鑑 - 先代（義長）の長子。
21. 大友義鎮（宗麟） - 先代（義鑑）の長子。
22. 大友義統（吉統） - 先代（義鎮）の長子。
23. 大友義乗 - 先代（義統）の長子。
24. 大友義親 - 先代（義乗）の次男、または先々代（義統）の五男。絶家。

## 庶家
- 田原氏
- 堤氏
- 戸次氏
- 志賀氏
- 入田氏
- 託磨氏
- 臼杵氏
- 田北氏
- 吉弘氏
- 立花氏
- 松野氏
- 木付氏
- 清田氏
- 野津氏
- 一萬田氏

## 大友氏主要家臣
- 立花道雪（戸次鑑連）
- 立花宗茂
- 吉弘鑑理
- 吉弘鎮信
- 吉弘統幸
- 高橋紹運
- 高橋鑑種
- 高橋直次
- 一萬田鑑実
- 一萬田鎮実
- 臼杵鑑続
- 臼杵鑑速
- 臼杵鎮続（紹冊）
- 戸次鎮連
- 戸次統常
- 角隈石宗
- 志賀親守
- 志賀親度
- 志賀親次
- 田原親賢
- 佐伯惟教
- 佐伯惟定
- 吉岡長増
- 小原鑑元
- 斎藤長実
- 斎藤鎮実
- 朽網鑑康
- 朽網鎮則
- 朽網鑑房
- 田北鑑生
- 田北紹鉄
- 田北鎮周
- 瓜生貞延
- 瓜生勝忠
- 阿蘇惟将
- 清田鎮忠
- 柴田礼能
- 綾部鎮幸
- 後藤家
- 利光宗魚

## 大友氏幕下国人領主
- 秋月種実（筑前）
- 蒲池鑑盛（筑後）
- 蒲池鑑広（筑後）
- 龍造寺隆信（肥前）
- 筑後十五城